# Oreobates berdemenos
Oreobates berdemenos es una especie de anfibio del género Oreobates perteneciente a la familia Craugastoridae. Es un taxón endémico de las selvas de las yungas del noroeste argentino. 

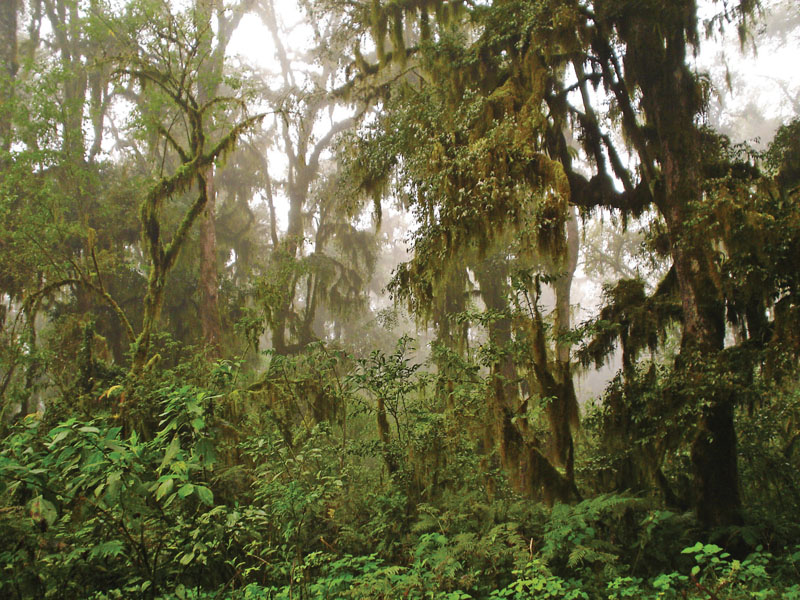
Selva yungueña, el ecosistema en que habita esta especie.

## Distribución y hábitat
Esta especie habita en selvas de montaña correspondientes a la ecorregión terrestre yungas andinas australes. Se distribuye de manera endémica en la provincia de Jujuy, en el noroeste de la Argentina. Si bien hay continuidad de hábitat con sectores próximos de Salta, aún no fue colectada allí.  

## Taxonomía
Esta especie fue descrita originalmente en el año 2014 por un equipo de becarios e investigadores del Consejo Nacional de Investigaciones Científicas y Técnicas de la Argentina (CONICET), los herpetólogos: Martín O. Pereyra, Darío E. Cardozo, Jorge Baldo y Diego Baldo.
Los primeros ejemplares fueron capturados por Yanina Arzamendia, Diego Baldo y Jorge Baldo en Abra Colorada, departamento Ledesma, en la provincia de Jujuy (23°45′S 65°02′O / -23.750, -65.033). Esta localidad se encuentra entre la ruta que conecta al parque nacional Calilegua y San Francisco, en el departamento de Valle Grande. En la comparación con ejemplares depositados en diversas colecciones se descubrieron más ejemplares, los que habían sido colectados en Valle Grande y en el camino entre Calilegua y en San Francisco. 

## Características y costumbres
Esta especie es similar a otras del género Oreobates, de las cuales O. barituensis y O. discoidalis también habitan en ambientes selváticos de las yungas argentinas.
O. berdemenos es claramente identificable por una combinación de caracteres morfológicos y apoyados por evidencia molecular (secuencias de ADN), tanto en lo que respecta a distancia genética como en el análisis filogenético. La especie genéticamente más próxima es una que habita en las yungas del sur del Perú.
De las otras dos especies argentinas del género es separable porque estas presentan pliegue abdominal (o pliegue discoidal) el cual O. berdemenos  carece. Además posee diferencias en el tímpano y en su patrón cromático, entre otros detalles más sutiles.
Como otras especies de este género, presenta desarrollo directo, las hembras adultas ponen huevos los que metamorfosean a juveniles, algo atípico en los batracios donde comúnmente deben pasar por un estadio intermedio, el de renacuajo. Es poco lo que se sabe de esta especie; posiblemente se alimenta de insectos.